# نیونس
نیونس (به فرانسوی: Nyons) یک کمون در کشور فرانسه است که در canton of Nyons واقع شده‌است.

## خصوصیات
نیونس ۲۳٫۴۵ کیلومترمربع مساحت و ۷٬۰۹۶ نفر جمعیت دارد و ۲۷۰ متر بالاتر از سطح دریا واقع شده‌است.

## خواهرخوانده
شهر نیون خواهرخواندهٔ نیونس هست.